# Ostřice kulkonosná
Ostřice kulkonosná (Carex pilulifera) je druh jednoděložné rostliny z čeledi šáchorovité (Cyperaceae).

## Popis
Jedná se o rostlinu dosahující výšky nejčastěji 10–40 cm. Je vytrvalá a tvoří trsy. Listy jsou střídavé, přisedlé, s listovými pochvami. Lodyha je delší než listy, je chabá a později ohnutá. Čepele jsou asi 1,5–3 mm široké, tmavě zelené, lysé. Bazální pochvy jsou nachově hnědé a červeně naběhlé, vláknitě rozpadavé. Ostřice kulkonosná patří mezi různoklasé ostřice, nahoře jsou klásky čistě samčí, dole čistě samičí. Samčí klásek bývá pouze jeden, samičí jsou většinou 2–4. Podobná ostřice horská má zpravidla jen 1–2 samičí klásky. Listeny jsou bezčepelné nebo dolní s čepelí o něco delší než klásek ale kratší než květenství. Okvětí chybí. V samčích květech jsou zpravidla 3 tyčinky. Čnělky jsou většinou 3. Plodem je mošnička, která je asi 1,5–3,5 mm dlouhá, šedozelená, pýřitá, zobánek je krátký, mělce vykrojený. Každá mošnička je podepřená plevou, která je zelenohnědá, lysá a se středním zeleným žebrem, na okraji brvitá. Ostřice horská má plevy tmavě hnědé až černé, na okraji brvité a bez zeleného středního žebra. Kvete nejčastěji v dubnu až v červnu. Počet chromozómů: 2n= 18.

## Rozšíření
Ostřice kulkonosná roste hlavně Evropě, na úplném jihu a severu však chybí. Na východ zasahuje jen po evropskou část Ruska. Mapka rozšíření viz zde: .

## Rozšíření v Česku
V ČR roste dosti často od nížin do hor. Najdeme ji na rašelinných loukách, na vřesovištích a v lesích včetně kulturních smrčin. Preferuje spíše kyselé substráty.

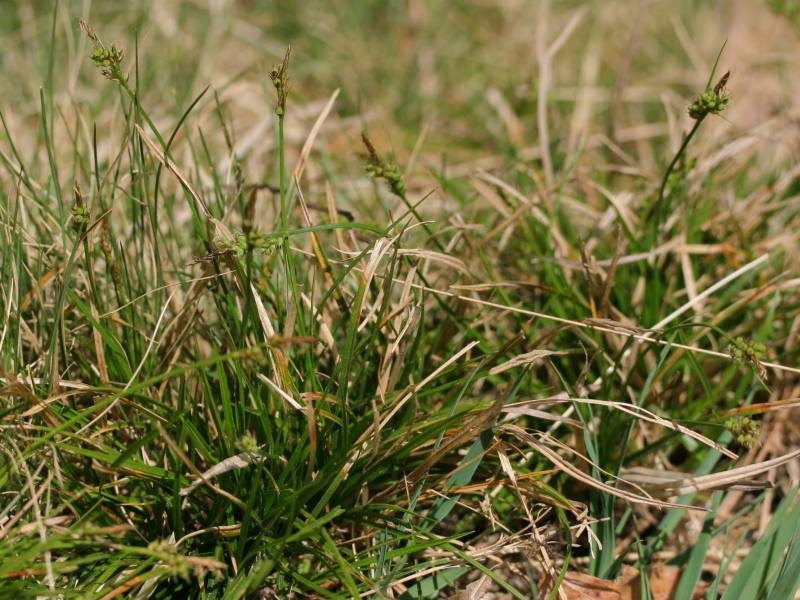
detail klásků